# Acolutha flavipictaria
Acolutha flavipictaria är en fjärilsart som beskrevs av Louis Beethoven Prout 1922. Acolutha flavipictaria ingår i släktet Acolutha och familjen mätare. Inga underarter finns listade i Catalogue of Life.